# Мірошниченко Олександр Олександрович
Олександр Олександрович Мірошниченко нар. 19 січня 1986, Ворошиловград) — український футболіст, що грав на позиції нападника і півзахисника. Відомий насамперед виступами за командах системи донецького «Шахтаря» і луцької «Волині» в першій і другій українській лігах, грав також у складі юнацьких збірних України різних вікових груп, та в естонському клубі вищого дивізіону «Вапрус».

## Клубна кар'єра
Олександр Мірошниченко народився у Ворошиловграді, проте є вихованцем ДЮСШ донецького «Шахтаря». У професійному футболі дебютував у 2003 році, протягом 4 років грав у другій та третій командах «Шахтаря» відповідно у першій і другій українській лігах, проте за головну команду донеччан так і не зіграв. На початку 2008 року Мірошниченко став гравцем естонського клубу вищого дивізіону «Вапрус» із Пярну, за який зіграв 5 матчів. Після цього футболіст повернувся до України, де до кінця року грав за аматорський клуб «Зоря» з Луганська. На початку 2009 року Олександр Мірошниченко став гравцем білоруського клубу «Динамо» з Берестя, проте грав у ньому лише за дублюючий склад. Улітку 2009 року футболіст став гравцем клубу першої української ліги «Волинь» з Луцька, проте зіграв за клуб лише 1 матч, який став останнім для нього в професійному футболі. Після цього Мірошниченко грав за аматорські клуби «Попасна» з однойменного міста та «Гірник» з Ровеньок, після чого завершив виступи на футбольних полях.

## Виступи за збірні
Протягом 2002—2005 років Олександр Мірошниченко залучався до юнацьких збірних України різного віку. У складі збірної грав у відбіркових турнірах до юнацьких чемпіонатів Європи. Усього за юнацькі збірні футболіст зіграв 25 матчів, у яких відзначився 4 забитими м'ячами.